# Енн з Зелених дахів (фільм, 1985)
«Енн з Зелених дахів» (англ. Anne of Green Gables) — 1985 року канадська телевізійна драма, заснована на романі канадської письменності Люсі Мод Монтгомері. Фільм знімався режисером Кевіном Саліваном для канадської радіомовної корпорації. Він був випущений театрально в Ірані, Ізраїлі, Європі та Японії.
Рейтинг IMDb 

## Сюжет
Історія про дівчинку-сироту, усиновлену літніми братом і сестрою. Наділена палкою уявою, Енн постійно потрапляє в якісь пригоди, але природна чарівність і вміння прихиляти до себе людей завжди допомагають їй з гідністю пройти всі життєві випробування.